# Listroscelis carinata
Listroscelis carinata är en insektsart som beskrevs av Heinrich Hugo Karny 1907. Listroscelis carinata ingår i släktet Listroscelis och familjen vårtbitare. Inga underarter finns listade i Catalogue of Life.